# Iskanje izgubljenega časa
Iskanje izgubljenega časa je naslov romanesknega cikla Marcela Prousta. Izhajal je v letih od 1913 do 1927 v francoščini. Je najobsežnejše Proustovo delo.
Naslovi posameznih romanov so:
1. V Swannovem svetu
2. V senci cvetočih deklet
3. Svet Guermantskih
4. Sodoma in Gomora
5. Jetnica
6. Ubežnica
7. Spet najdeni čas

Iskanje izgubljenega časa je pripoved o preobrazbi bolnega in introvertiranega otroka v umetnika. Je avtobiografija, ki nazorno prikaže življenje francoske visoke družbe na prelomu iz 19. v 20. stoletje, sicer ne z objektivnega, temveč s subjektivnega zornega kota. Pisatelj dogodke opisuje skozi lastno zavest, opisuje razočaranje nad ljubeznijo, prijateljstvom, življenjem v visoki družbi. Svoj čas pojmuje kot izgubljen čas, od tod tudi naslov cikla. Končno sporočilo tega dela je, da lahko le umetniško ustvarjanje reši človeka pred minljivostjo in da življenju neki smisel.